# HMS Hambledon (L37)
HMS Hambledon (L37) là một tàu khu trục hộ tống lớp Hunt của Hải quân Hoàng gia Anh Quốc. Nó nằm trong nhóm đầu tiên trong lớp tàu này, và bị phát hiện là không ổn định, nên phải được cải biến đáng kể trước khi đưa ra phục vụ trong Chiến tranh Thế giới thứ hai. Nó sống sót qua cuộc chiến tranh và bị tháo dỡ năm 1957. Nó là chiếc tàu chiến thứ hai của Hải quân Hoàng gia mang cái tên này.

## Thiết kế và chế tạo
Hambledon được đặt hàng trong Chương trình Chế tạo Hải quân 1939 cho hãng Swan Hunter tại Newcastle upon Tyne hoặc Wallsend vào ngày 21 tháng 3 năm 1939, như một trong mười chiếc tàu khu trục lớp Hunt lô đầu tiên. Con tàu được đặt lườn vào ngày 8 hoặc 9 tháng 6 năm 1939 và được hạ thủy vào ngày 12 tháng 12 năm 1939; nó hoàn tất vào ngày 8 tháng 6 năm 1940 và nhập biên chế cùng Hải quân Hoàng gia dưới quyền chỉ huy của Trung tá Hải quân Stephen Hope Carlill.

## Lịch sử hoạt động

### Vùng biển nhà, 1940
Sau khi nhập biên chế, Hambledon tiến hành chạy thử máy, và hoàn tất vào tháng 6 năm 1940. Nó tiếp tục đi đến để huấn luyện, nơi nó được bố trí cùng các tàu khu trục Anh Atherstone, Fernie, Inglefield và Imogen để hộ tống các tàu rải mìn Menestheus, Port Napier, Port Quebec và Southern Prince thuộc Hải đội Rải mìn 1, khi chúng rải các bãi mìn phòng thủ về phía Bắc North Rona trong Chiến dịch SN1. Vào ngày 12 tháng 7, những hoạt động tăng cường của phía Đức trong eo biển Manche buộc Hải quân Hoàng gia phải điều động công việc huấn luyện của nó đến Scapa Flow thuộc quần đảo Orkney, nơi nó hoàn tất công việc vào tháng 7; rồi được phân về chi hạm đội đặt căn cứ tại Sheerness, làm nhiệm vụ tuần tra và hộ tống bảo vệ trong eo biển Manche và dọc theo vùng bờ biển Anh. Vào ngày 31 tháng 8, nó cùng tàu chị em Garth đi đến trợ giúp các tàu chiến Anh bị trúng mìn tại Bắc Hải ngoài khơi bờ biển Hà Lan, cứu vớt những người sống sót từ chiếc tàu khu trục Esk bị đắm, và túc trực cạnh chiếc tàu khu trục Express bị hư hại nặng do mất mũi tàu bởi vụ nổ của thủy lôi, cho đến khi một tàu kéo đi đến để kéo nó quay về khu vực an toàn.
Vào tháng 10 năm 1940, Hambledon được chọn để tham gia Chiến dịch Lucid, một kế hoạch sử dụng những tàu hỏa pháo để tấn công những sà lan đổ bộ Đức tại các cảng miền Bắc nước Pháp; tuy nhiên, thời tiết xấu đã khiến Hải quân Hoàng gia phải hủy bỏ các hoạt động này trong nhiều dịp khác nhau, khiến chúng chưa từng được thực hiện. Vào ngày 7 tháng 10, trong một hoạt động liên quan đến chiến dịch Lucid, con tàu trúng phải một quả thủy lôi dò âm trong eo biển Manche ngoài khơi South Foreland ở tọa độ 51°08′0″B 001°21′0″Đ / 51,13333°B 1,35°Đ. Nó bị hư hại nặng cấu trúc phía đuôi tàu, khiến một thủy thủ thiệt mạng và hai người khác bị thương. Tàu khu trục Vesper (D55) đã kéo nó quay trở lại Sheerness, và nó được đưa vào Xưởng tàu Chatham để sửa chữa, vốn kéo dài cho đến tháng 5 năm 1941. Con tàu được bổ sung radar kiểm soát hỏa lực Kiểu 285 trong đợt sửa chữa này.

### Vùng biển nhà và Đại Tây Dương, 1941-1943
Sau khi hoàn tất sửa chữa vào tháng 5 năm 1941, Hambledon tiến hành chạy thử máy, và đến ngày 14 tháng 5 lại làm nhiệm vụ hộ tống vận tải và tuần tra chống xâm nhập tại Bắc Hải cùng Chi hạm đội Khu trục 16, đặt căn cứ tại Harwich, Anh, và kéo dài cho đến tháng 10. Vào tháng 3 năm 1942, con tàu được cộng đồng dân cư tại Hambledon, Hampshire đỡ đầu trong khuôn khổ cuộc vận động gây quỹ Tuần lễ Tàu chiến.
Vào tháng 11 năm 1942, Hambledon được tạm thời bố trí sang khu vực Bắc Đại Tây Dương để hộ tống các đoàn tàu vận tải chuyển binh lính và thiết bị đến Gibraltar nhằm tham gia Chiến dịch Torch, cuộc đổ bộ của lực lượng Đồng Minh lên Bắc Phi. Nó bị hư hại nhẹ bởi một vụ nổ ngư lôi vào ngày 12 tháng 11. Đến tháng 12, nó quay trở lại hoạt động hộ tống vận tải và tuần tra tại Harwich; và kể từ đầu năm 1943 còn có nhiệm vụ ngăn chặn những chiếc S-boat, những xuồng phóng lôi của Đức được Đồng Minh đặt tên là E-boat, không để chúng tấn công các đoàn tàu vận tải Đồng Minh.

### Địa Trung Hải, 1943
Vào tháng 6 năm 1943, Hambledon lại được bố trí tham gia Chiến dịch Husky, cuộc đổ bộ của lực lượng Đồng Minh lên Sicily, Ý. Nó được phân về Đội khu trục 58, và di chuyển từ Harwich đến River Clyde, nơi nó gia nhập vào ngày 21 tháng 6 cùng tàu tuần dương hạng nhẹ Uganda (66), các tàu khu trục Viceroy (D91), Wallace (L64), Witherington (D76) và Woolston (1918), cùng các tàu khu trục hộ tống Arrow (H24), Blankney (L30), Blencathra (L24), Brecon (L76), Brissenden (L76), Ledbury (L90) và Mendip (L60), là lực lượng hộ tống cho Đoàn tàu WS 31/KMF 17 trong chặng Clyde-Gibraltar của hành trình. Đến ngày 26 tháng 6, các đoàn tàu vận tải được tách ra, và các tàu khu trục Amazon (D39), Bulldog (H91), Foxhound (H69) và tàu khu trục hộ tống Blackmore (L43) đặt căn cứ tại Gibraltar đảm trách hộ tống Đoàn tàu WS31 tiếp tục hành trình đi Freetown, Sierra Leone, trong chặng đường đi sang Trung Đông; trong khi Blencanthra và các tàu tháp tùng hộ tống cho Đoàn tàu KMF 17 đi Gibraltar, đến nơi vào ngày 28 tháng 6.
Đang khi ở lại Gibraltar, Hambledon được điều động sang Đội hộ tống 5, nơi nó tham gia cùng Blankney, Blencathra, Brecon và Brissenden. Đội đã hộ tống cho Đoàn tàu KMF 18 rời Gibraltar vào ngày 7 tháng 7 để tấn công lên Sicily, và được tạm thời cho tách ra vào ngày 9 tháng 7 để tiếp nhiên liệu, đưa đoàn tàu đi đến khu vực tấn công BARK WEST đúng vào ngày đổ bộ 10 tháng 7. Con tàu sau đó hoạt động trong vai trò tuần tra và hộ tống hỗ trợ cho Chiến dịch Husky cho đến khi được tách ra vào ngày 31 tháng 7 để phân về Đội khu trục 58 đặt căn cứ tại Malta, để hoạt động tuần tra và hộ tống tại khu vực Trung Địa Trung Hải.
Vào tháng 8, Hambledon được chọn để đưa Thủy sư Đô đốc Andrew Cunningham tham gia Chiến dịch Avalanche, cuộc đổ bộ của Đồng Minh lên Salerno, Ý dự định vào tháng 9. Nó đón Đô đốc Cunningham cùng Đại tướng Hoa Kỳ Dwight D. Eisenhower lên tàu tại Bizerta, Tunisia vào ngày 9 tháng 9, đưa những vị chỉ huy cao cấp đến Malta chứng kiến hạm đội chiến trận Hải quân Hoàng gia Ý đầu hàng tại đây, và đã có mặt khi việc đầu hàng diễn ra vào ngày 10 tháng 9. Nó rời Malta cuối ngày hôm đó để tham gia cuộc đổ bộ lên Salerno, có Đô đốc Cunningham trên tàu.
Được tách khỏi Chiến dịch Avalanche vào ngày tháng 10, Hambledon sau đó hoạt động tại khu vực biển Aegean để trợ giúp cho những nỗ lực không thành công của Đồng Minh để bảo vệ các đảo Leros và Kos do Ý chiếm đóng khỏi sự xâm chiếm của lực lượng Đức trong khuôn khổ Chiến dịch Dodecanese. Khi chiến dịch kết thúc sau thất bại của Đồng Minh, chiếc tàu khu trục tiếp nối hoạt động tuần tra và hộ tống vận tải tại miền Trung Địa Trung Hải trong tháng 11.

### Địa Trung Hải, 1944
Sang đầu năm 1944, Hambledon được điều động đến Naples, Ý, nơi nó tuần tra tại bờ biển phía Tây nước Ý và hỗ trợ cho các chiến dịch trên bộ của Đồng Minh.
Vào ngày 29 tháng 3, Hambledon, Blencathra và tàu chị em Wilton (L128) rời Naples để trợ giúp cho các tàu khu trục Laforey (G99), Tumult (R11) và Ulster (R83) trong việc truy tìm tàu ngầm U-boat Đức U-223 vốn bị sonar phát hiện trong biển Tyrrhenus về phía Đông Bắc Palermo, Sicily, gần Filicudi, 135 nmi (250 km) về phía Nam Naples. Họ tấn công U-223 bằng mìn sâu cho đến khi Laforey yêu cầu tạm dừng, và tiếp tục dõi theo U-223 trong nhiều giờ cho đến khi đối thủ bị buộc phải nổi lên mặt nước vào sáng sớm ngày 30 tháng 3, sau 27 giờ bị tấn công bằng mìn sâu và súng cối chống tàu ngầm Hedgehog. Hambledon tham gia cuộc tấn công cùng các tàu khác, chiếu sáng U-223 bằng đèn pha và đánh chìm đối thủ bằng hải pháo, ở tọa độ 38°48′0″B 014°10′0″Đ / 38,8°B 14,16667°Đ, nhưng chỉ sau khi Laforey bị U-223 đánh chìm bằng một quả ngư lôi dò âm khiến 182 người thiệt mạng, có 69 người sống sót. Bản thân U-223 chịu thương vong 23 người thiệt mạng, có 27 người sống sót. Hambledon đã trợ giúp cứu vớt những người sống sót từ Laforey, rồi vớt lên tàu 14 người sống sót của U-223, nhưng hai người trong số đó từ trần trước khi về đến cảng.
Vào tháng 4, Hải quân Hoàng gia chọn Hambledon, Blencathra và Mendip để tham gia chiến dịch Neptune, giai đoạn tấn công mở màn của cuộc Đổ bộ Normandy được dự định vào đầu tháng 6. Vì vậy Hambledon rời Naples vào tháng 5 để quay trở về Anh.

### Vùng biển nhà, 1944-1945
Sau khi quay trở về nhà, Hambledon được phân về Chi hạm đội Khu trục 21 tại Sheerness, được chỉ định để hộ tống Đoàn tàu G16 đến bờ biển Normandy trong giai đoạn đổ bộ mở màn, và sau đó ở lại ngoài khơi bãi đổ bộ phòng thủ chống tấn công đường biển của đối phương trong thành phần Lực lượng G. Vào đầu tháng 6, nó gia nhập cùng các lực lượng khác cùng được phân bổ về Lực lượng G tại phía Tây Solent.
Khi cuộc đổ bộ bị hoãn lại từ ngày 5 sang ngày 6 tháng 6 do thời tiết xấu, Hambledon khởi hành cho hoạt động đổ bộ cùng với tàu khu trục hộ tống Albrighton vào ngày 5 tháng 6 như lực lượng hộ tống cho Đoàn tàu G16, vốn bao gồm chín tàu đổ bộ LCI và hai tàu cứu hộ. Đoàn tàu đi đến ngoài khơi bãi Gold vào ngày 6 tháng 6, và đưa lực lượng lên bờ, trong khi Hambledon hỗ trợ bằng cách bắn phá vị trí phòng thủ bờ biển của quân Đức. Cuối ngày hôm đó, nó quay trở về Solent để hộ tống Đoàn tàu EBP 2 đưa lực lượng tăng viện và tiếp liệu đến bãi đổ bộ; và đã đối đầu với các tàu phóng lôi S-boat Đức về phía Nam trên đường đi.
Sang ngày 7 tháng 6, Hambledon gia nhập Đội hộ tống 112, được hình thành từ các tàu frigate Spragge và Stockham cùng tàu xà-lúp Magpie, để hộ tống Đoàn tàu EBP 2; bao gồm năm tàu chở quân vận chuyển binh lính Lục quân Hoa Kỳ để đổ bộ lên bãi Utah, tàu chỉ huy cho cảng Mulberry và ba tàu buôn nhỏ. Đoàn tàu đi đến bãi Utah vào ngày 8 tháng 6, và cuối ngày hôm đó Hambledon được tách khỏi nhiệm vụ hộ tống để hoạt động tuần tra và ngăn chặn, bảo vệ các bãi đổ bộ khỏi các cuộc tấn công bằng tàu nổi của đối phương.

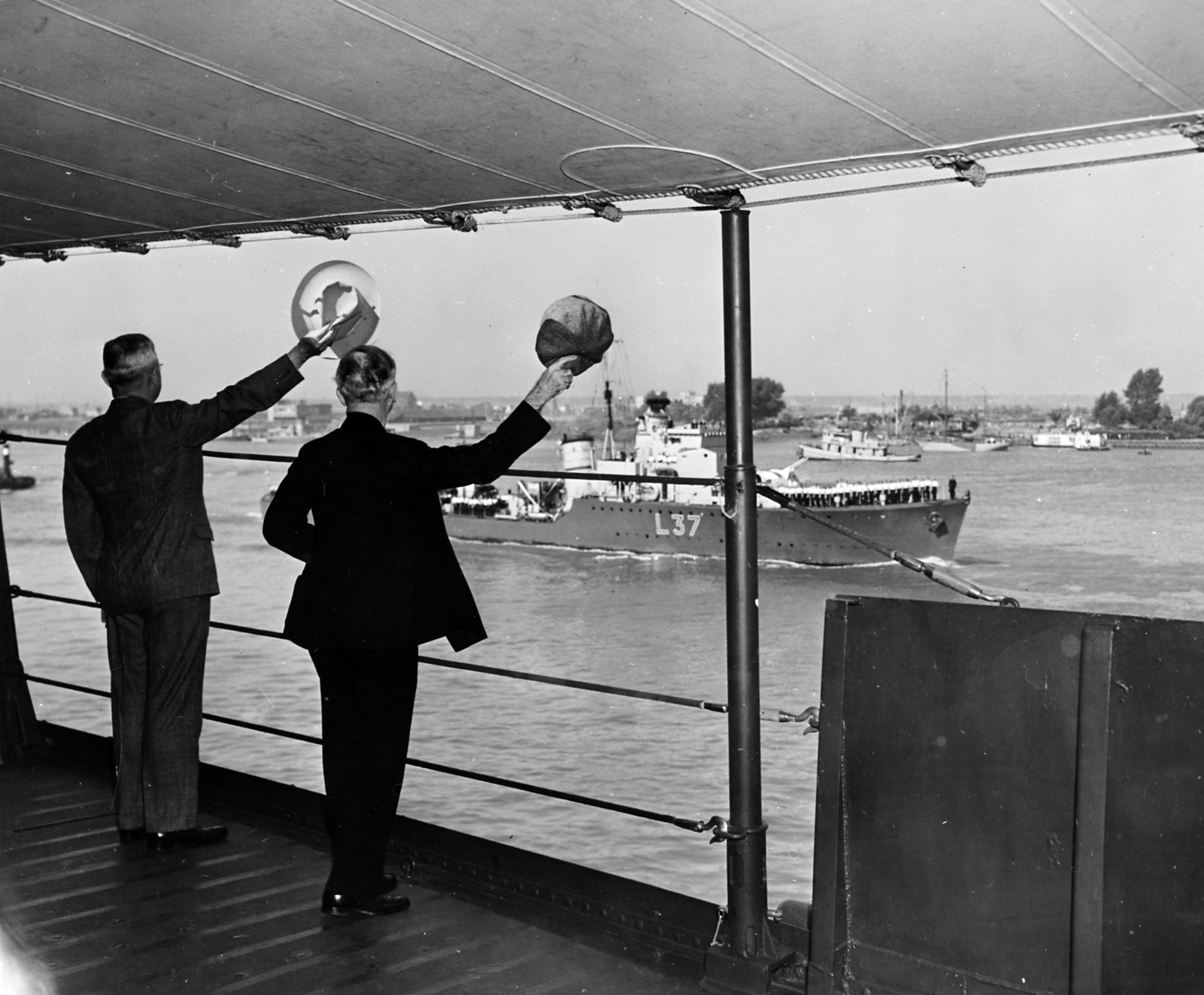
Tổng thống Hoa Kỳ Harry S. Truman và Ngoại trưởng James F. Byrnes vẫy tay về phía HMS Hambledon, khi họ trên tàu tuần dương USS Augusta trên sông Scheldt trên đường tham dự Hội nghị Potsdam, 15 tháng 7, 1945.

Vào tháng 7, Hambledon được tách khỏi nhiệm vụ bảo vệ bãi đổ bộ, được điều về Chi hạm đội Khu trục 16 đặt căn cứ tại Harwich, để làm nhiệm vụ hộ tống vận tải tại Bắc Hải và eo biển Manche, nhiệm vụ mà nó thực hiện cho đến tháng 3, 1945. Chiếc tàu khu trục chuyển sang bảo vệ các đoàn tàu vượt Bắc Hải sang các cảng Bỉ và Hà Lan, cũng như tuần tra tại khu vực Nore và Dover. Đến tháng 4, nó chuyển sang hộ tống vận tải và tuần tra tại phía Nam Bắc Hải, nơi vào ngày 12 tháng 4, nó cùng tàu frigate Ekins (K552) ngăn chặn hoạt động rải mìn của các tàu S-boat Đức ngoài khơi Flushing, Hà Lan.
Sau khi Đức đầu hàng vào đầu tháng 5, Hambledon được điều sang Chi hạm đội Nore, và từ tháng 6 đến tháng 8, nó hoạt động huấn luyện và hỗ trợ các lực lượng chiếm đóng, cho đến khi được rút biên chế và đưa về lực lượng dự bị vào tháng 12, 1945.

### Sau chiến tranh
Hambledon tiếp tục nằm trong thành phần của hạm đội dự bị tại Harwich cho đến năm 1953, khi nó được chuyển đến Barrow-in-Furness.  Đến năm 1955, con tàu được tháo dỡ thiết bị và đưa vào danh sách loại bỏ. Nó bị bán vào tháng 8, 1957 cho hãng BISCO, và được tháo dỡ bởi hãng Clayton and Davie tại Dunston-on-Tyne.